# Lysippos

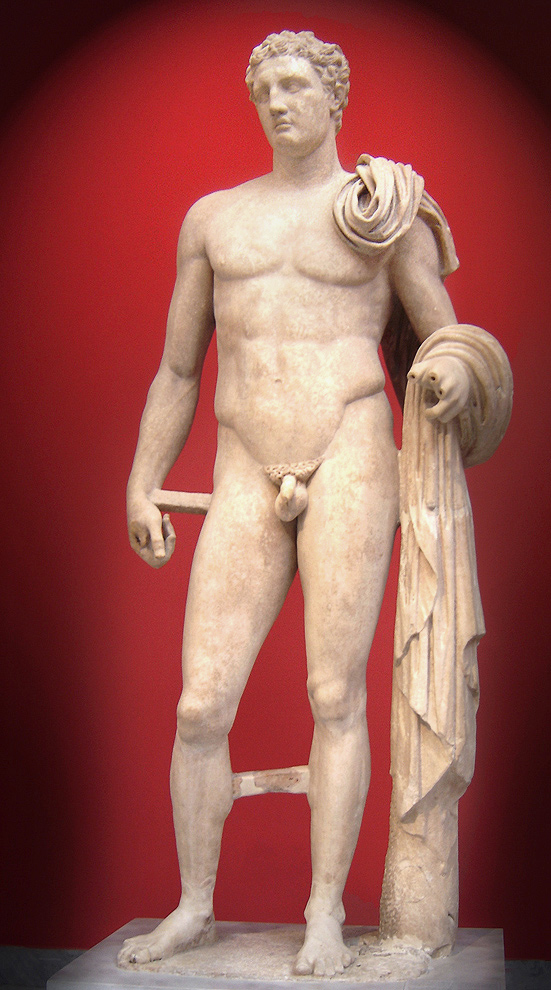
Hermes av Atalante, en romersk marmorkopia av Lysippos bronsoriginal.

Lysippos (grekiska: Λύσιππος) eller Lysippus, född cirka 390 f.Kr. i Sikyon, var en grekisk skulptör, som tillsammans med Praxiteles och Skopas tillhörde de främsta under den klassisk/hellenistiska övergångsperioden.

## Biografi
Lysippos skapade en mängd statyer, enligt traditionen närmare 1 500, de flesta i brons. Bland beställarna av hans verk märks flera grekiska stadsstater och härskare som Alexander den store och Kassandros. Lysippos följde Alexander den store under början av hans fälttåg och uppges vara den enda skulptören som tilläts göra härskarens porträtt. Inga av hans statyer finns bevarade i original. Av kopiorna anses Apoxyomenos (Skraparen) vara det verk som ligger närmast originalstatyn. Originalet skapades 330 f. Kr., den romerska kopian härrör från kejsar Augustus tid och påträffades 1849 i Rom.
Enligt en förmodligen oriktig tradition var Lysippos självlärd som skulptör och skall ha angett Polykleitos staty Doryforos som sin ende lärare.

## Utmärkelser
Asteroiden 5984 Lysippus är uppkallad efter honom.